# بيتو (لاعب كرة قدم مواليد 1975)
بيتو (بالبرتغالية: Joubert Araújo Martins‏) (مواليد 7 يناير 1975) هو لاعب كرة قدم. يلعب مع منتخب البرازيل لكرة القدم منذ عام 1995.

## وصلات خارجية
- بيتو على موقع الاتحاد الدولي (مؤرشف)  (الإنجليزية)
- بيتو على موقع رابطة كرة القدم اليابانية للمحترفين (اليابانية)
- بيتو على موقع قاعدة بيانات كرة القدم.إي يو (الإنجليزية)
- بيتو على موقع ناشيونال فوتبول تيمز (الإنجليزية)
- بيتو على موقع Soccerway.com (الإنجليزية)
- بيتو على موقع عالم كرة القدم.نت (الإنجليزية)
- National Football Teams